# دهستان باروق (باروق)
دهستان باروق، یکی از دهستان‌های بخش مرکزی شهرستان باروق در استان آذربایجان غربی ایران است. مرکز این دهستان، روستای چالخاماز است.

## جمعیت
بر پایه سرشماری عمومی نفوس و مسکن در سال ۱۳۹۵، جمعیت دهستان باروق برابر با ۷٬۶۴۸ نفر بوده است.